# Manfred Jurgensen

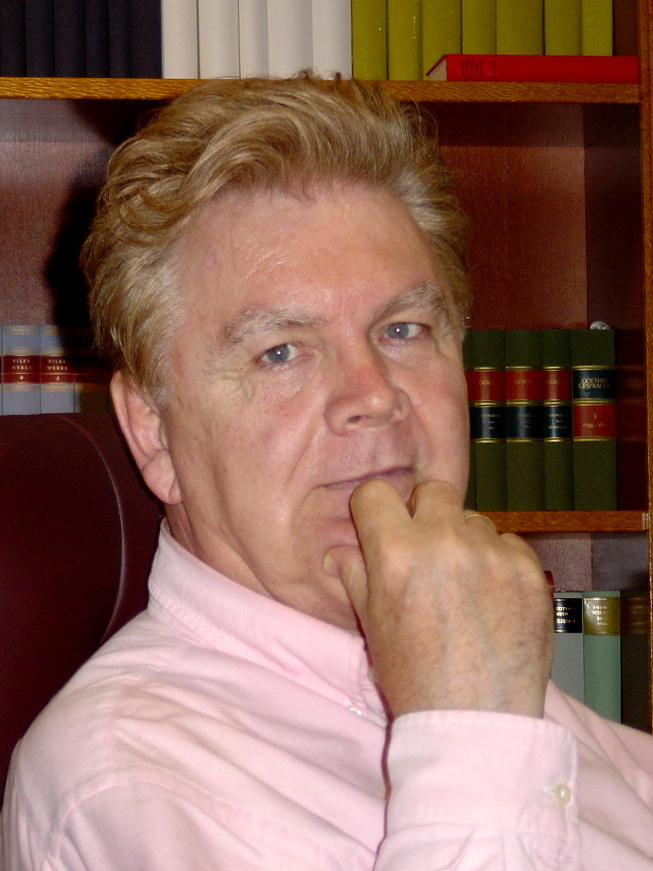
Manfred Jurgensen (2016)

Manfred Jurgensen (* 26. März 1940 in Flensburg) ist ein deutsch-australischer Literaturwissenschaftler, Germanist und Schriftsteller.

## Leben
Manfred Jurgensen wuchs in Flensburg auf und lebt seit 1961 in Australien. Er studierte Germanistik an der University of Melbourne und an der Universität Zürich, an der er 1968 mit einer Arbeit über Goethes Ästhetik zum Doktor der Philosophie promovierte. Von 1981 bis 1999 wirkte er als Professor für Neuere Deutsche Literatur an der University of Queensland; daneben nahm er Gastprofessuren in Deutschland, der Schweiz, den Vereinigten Staaten und Südafrika wahr. Jurgensen war Herausgeber einer Reihe von literaturwissenschaftlichen Fachzeitschriften, daneben von 1984 bis 1996 Herausgeber der Literaturzeitschrift Outrider sowie zahlreicher Werke zu deutschsprachigen Gegenwartsautoren und zu den deutsch-australischen Kulturbeziehungen. Neben seiner Tätigkeit als Literaturwissenschaftler und Kritiker ist Jurgensen auch als Autor tätig. Seine Werke schrieb er anfangs teils in deutscher, teils in englischer Sprache, ab den 1990er-Jahren fast ausschließlich in Englisch. Er lebt heute in Kangaroo Point, nahe dem Zentrum von Brisbane und ist Verfasser von erzählenden Werken, Gedichten und Theaterstücken.
Manfred Jurgensen ist u. a. Mitglied der Internationalen Vereinigung für Germanistik, des Internationalen PEN und der Australian Society of Authors. Er erhielt eine Reihe australischer Literaturstipendien sowie 1997 für seinen Beitrag zur Förderung der deutsch-australischen Kulturbeziehungen das australische Ehrenzeichen „Order of Australia“ und das deutsche Bundesverdienstkreuz 1. Klasse.
Er ist mehrfacher Alexander von Humboldt Fellow, zuletzt an der Humboldt-Universität zu Berlin. Jurgensens literarische, insbesondere lyrische Werke in englischer und in deutscher Sprache wurden mehrfach preisgekrönt. Die literaturwissenschaftliche Studie „Die fabelhafteste Sache von der Welt“: Der Tod in der deutschen Literatur erschien 2010. Seine letzten Publikationen sind der Gedichtband The River: Love Songs of an Alien Son (2016) und der Roman Deutschlands Ende (2017).

## Werke

### Werke in deutscher Sprache
- Rückkehr ins Exil, Melbourne 1964
- Max Frisch, die Dramen, Bern 1968
- Stationen, Bern 1968
- Symbol als Idee, Bern [u. a.] 1968
- Aufenthalte, Bern 1969
- Max Frisch, die Romane, Bern [u. a.] 1972
- Deutsche Literaturtheorie der Gegenwart, München 1973
- Über Günter Grass, Bern [u. a.] 1974
- Wehrersatz, Flensburg 1978
- Das fiktionale Ich, Bern [u. a.] 1979
- Innere Sicherheit, St. Michael 1979
- Erzählformen des fiktionalen Ich, Bern [u. a.] 1980
- Ingeborg Bachmann, Bern [u. a.] 1981
- Thomas Bernhard, Bern [u. a.] 1981
- Deutsche Frauenautoren der Gegenwart, Bern 1983
- Beschwörung und Erlösung, Bern [u. a.] 1985
- Karin Struck, Bern [u. a.] 1985
- Versuchsperson, Kreuzlingen [u. a.] 1986
- Deutsche Reise, Bern [u. a.] 1990
- Mein Gestern.  Erinnerungen an Flensburg. Mit einer Einführung und Zeichnungen von Günter Kunert, Schleswiger Druck & Verlagshaus, Schleswig 2009
- »Die fabelhafteste Sache von der Welt«: Der Tod in der deutschen Literatur, Tuebingen 2010
- Liebe und andere Legenden. Gedichte, Aachen 2011
- Nahe Ferne. Gedichte, Aachen 2012
- Kleiner Grenzverkehr, Roman, K. Fischer Verlag, Aachen 2012

### Werke in englischer Sprache
- Signs and voices, St. Lucia, Queensland 1973
- Kind of dying, Melbourne 1976
- A winter's journey, Sydney 1979
- The skin trade, Brisbane 1983
- Women, writers, women writers, St. Lucia, Qld. 1984
- Waiting for cancer, Brisbane 1985
- A Difficult Love, Brisbane 1987
- Selected poems 1972 - 1986, Newstead 1987
- My operas can't swim, Milton, Qld. [u. a.] 1989
- The partiality of harbours, Sydney [u. a.] 1989
- Eagle and emu, St. Lucia, Queensland 1992
- Intruders, Brisbane 1992
- Shadows of Utopia, Rockhampton 1994
- Midnight sun, Wollongong, N.S.W. 1999
- Carnal knowledge, Carindale, Qld. 2000
- The Trembling Bridge, Briar Hill, Vic. 2004
- The Eyes of the Tiger, Briar Hill, Vic. 2005
- The American Brother, Ormond, Vic. 2007
- Under the Skin, Ormond, Vic. 2009
- Five Weeks at Humanitas, Ormond, Vic. 2010
- the last Australia Day, Brisbane 2011

### Herausgeberschaft
- Grass, Bern [u. a.] 1973
- Böll, Bern [u. a.] 1975
- Frisch, Bern [u. a.] 1977
- Studies in Swiss literature, St. Lucia 1977
- Handke, Bern [u. a.] 1979
- Bernhard, Bern [u. a.] 1981
- Ethnic Australia, Brisbane 1981
- Materialien Max Frisch, Homo faber, Stuttgart 1982
- Materialien Max Frisch, Stiller, Stuttgart 1982
- Frauenliteratur, Bern [u. a.] 1983
- Wolf, Bern [u. a.] 1984
- Keith Leopold: Selected writings, New York [u. a.] 1985
- Australian writing now, Ringwood 1988
- The German presence in Queensland over the last 150 years, Canberra 1988
- Johnson, Bern [u. a.] 1989
- Outrider 90, Brisbane 1990
- Earth wings, Brisbane 1991
- Queensland, Words and All, Brisbane 1993
- Riding Out, Brisbane 1994
- Cheating and Other Infidelities, Brisbane 1995
- German-Australian Cultural Relations since 1945, Bern [u. a.] 1995
- A Sporting Declaration, Brisbane 1996

### Übersetzungen
- Bruce Dawe: "Hier und anderswo", Bern 2003